# US Ouakam
Union Sportive Ouakam w skrócie US Ouakam – senegalski klub piłkarski grający w drugiej, a niegdyś w senegalskiej pierwszej lidze, mający siedzibę w mieście Dakar.

## Sukcesy
- 1. liga[1]:
  - mistrzostwo (1): 2011.

- Puchar Senegalu[2]:
  - zwycięstwo (3): 1964, 1989, 2006.

## Występy w afrykańskich pucharach
| Sezon | Rozgrywki                 | Runda       | Kraj         | Klub                       | Dom | Wyjazd | Dwumecz      |
| ----- | ------------------------- | ----------- | ------------ | -------------------------- | --- | ------ | ------------ |
| 1990  | Puchar Zdobywców Pucharów | 1           | Kamerun      | Tonnerre Jaunde            | 2–0 | 1–0    | 3–0          |
| 1990  | Puchar Zdobywców Pucharów | 2           | Benin        | Requins de l’Atlantique FC | 1–0 | 0–0    | 1–0          |
| 1990  | Puchar Zdobywców Pucharów | ćwierćfinał | Nigeria      | BCC Lions FC               | 0–1 | 1–3    | 1–4          |
| 2007  | Puchar Konfederacji       | 1           | Burkina Faso | Étoile Filante Wagadugu    | 1–0 | 0–1    | 1–1 (k. 3–4) |
| 2012  | Liga Mistrzów             | wstępna     | Gambia       | Brikama United FC          | 1–0 | 0–1    | 1–1 (k. 3–5) |

## Stadion
Domowe mecze klub rozgrywa na stadionie o nazwie Stade Demba Diop w Dakarze, który może pomieścić 15 000 widzów.

## Reprezentanci kraju grający w klubie od 2007 roku
Stan na czerwiec 2023.
| - Alpha Bâ - Youssou Diagné - Ngagne Diallo - Ibrahima Diandy - Alfred Gomis - Djibril Guèye - Serigne Guèye - Madické Kané | - Mamadou Loum - Moussa Ndione - Raymond Ndour - Baye Oumar Niasse - Abdou Karim Sané - Mamadou Sylla - Ibrahima Sory Soumah |